# 公子何忌
公子何忌（?—?），春秋时期楚国的司马。
前570年（周灵王二年、鲁襄公三年、晋悼公三年、楚共王二十一年、陈成公二十九年）楚国的子辛做令尹，经常侵害小国。陈成公派袁侨到鸡泽参加中原国家的会盟。秋季，鲁国叔孙豹和诸侯的大夫同陈国的袁侨结盟。由于陈国背叛了楚国，楚国公子何忌率军入侵陈国。